# KillCopy
KillCopy — программа для копирования файлов по сети (SMB) или локально. Встроена функция восстановления после сбоя, имеется возможность настройки максимальной скорости копирования, менеджер скинов. Упакована в инсталлятор NSIS. После установки встраивается во всплывающее меню проводника двумя пунктами — KillCopy и KillMove (копирование и перемещение файлов). На локальных носителях за счёт режима «турбо» позволяет существенно увеличить скорость копирования по сравнению со штатным проводником Windows. Состоит из двух частей: killcopy.exe — с графическим интерфейсом и kc.exe с консольным. Работает на архитектурах x86, AMD64 и IA-64.

## Возможности
- ограничение максимальной скорости копирования (от 16 kbps до максимально возможной)
- задание буфера копирования (от 512 байт до 32 Мбайт)
- автоматическое восстановление копирования при сбое
- ведение логов
- турбо режим для увеличения скорости копирования на локальных носителях
- параллельный режим для повышения скорости копирования на разных физических носителях
- режим перепроверки скопированной информации на лету
- удаление с перезаписыванием случайными байтами для невозможности восстановления
- резервирование места под копируемые файлы
- копирование по левой кнопке мыши
- создание жестких ссылок NTFS для файлов в пределах одного раздела, в том числе на сетевых дисках
- перезаписывание старых файлов
- восстановление копирования с проверкой содержимого файла в пяти местах
- запуск из командной строки
- смена скина, с возможностью создания своего
- возможность выключения компьютера по завершении копирования
- одновременное копирование в несколько каталогов
- выбор языка интерфейса с возможностью создания своего
- встраиваемость в Far и Total Commander
- восстановление испорченных файлов путём заполнения проблемных участков нулями
- уведомление о конце копирования с помощью звукового сигнала

## Аналоги
К аналогичным программам относятся: Total Copy, Xcopy и robocopy (встроены в Windows), dd_rescue и cp в Linux, TeraCopy, UltraCopier (ex-SuperCopier), BurstCopy, Advanced LAN Pump, FastCopy.

## Недостатки
- Ограничение на длину полного пути к файлу в 255 символов (WIN32 API)